# Sigrún
Sigrún (oldnordisk "sejr rune") er en valkyrie i nordisk mytologi. Hun er hovedperson i de to heltedigte Helgakviða Hundingsbana I og II fra Ældre Edda, hvor helten Helgi Hundingsbane møder hende og de to forelsker sig, men kan ikke få hinanden og skilles af døden. Både Sigrún og Helgi skal være genfødte skikkelser af en valkyrie og en helt med samme navn Helgi, der heller ikke kunne få hinanden og skiltes af døden. Sigrún er ifølge en note i den Ældre Edda den genfødte valkyrie Sváfa, datter af kong Eylimi, og Sváfas historie fortælles i heltedigt Helgakviða Hjörvarðssonar. Sigrún og Helgi dør også i denne fortælling, men mødes igen i nye skikkelser, når de genfødes. I det næste liv, bliver Sigrún genfødt som valkyrien Kára og Helgi genfødes som Helgi Haddingjaskati, som beskrevet i Hrómundar saga Gripssonar. 
Ganske som i digtet om Svafa og den stumme Helgi, bliver Helgi Hundingsbane forelsket i Sigrún, når han ser hende komme ridende med 8 andre valkyrier, hvoraf hun var den smukkeste. 
Som fortalt i Helgakviða Hundingsbana I, ser Helgi de 9 valkyrier komme, helt dækkede af blod fra slagmarken og deres spyd slår gnister: 
| 15. Þá brá ljóma af Logafjöllum, en af þeim ljómum leiftrir kómu, -- -- -- hávar und hjalmum á Himinvanga, brynjur váru þeira blóði stokknar, en af geirum geislar stóðu. | 15. Så glimtede lyset fra Logafjoll, Og fra lyset lyngnisterne kom; - Høje under hjelm på Himmelvang (himlens mark), Deres brynjer helt med blod røde, Og fra deres spyd gnisterne fløj frem. |  |

I Helgakviða Hundingsbana II, giver Helgi Hundingsbane nornerne skylden for, at han skulle dræbe Sigrúns far Högne og bror Brage for at kunne få hende:
| :26 "Er-at þér at öllu, alvitr, gefit, - þó kveð ek nökkvi nornir valda -: fellu í morgun at Frekasteini Bragi ok Högni, varð ek bani þeira. | 26. "Ej er du mægtig i alt, du vise! Dog have Nornerne noget voldet. Her faldt imorges ved Frekastén Brage og Högne; jeg var deres Bane. |  |